# Tucayana Amazonas
O Tucayana Amazonas era um grupo de comando guerrilheiro no Suriname de povos indígenas .
Muitos integrantes do grupo que ficou conhecido como Tucayana Amazonas foram soldados durante a Guerra da Pátria lutando ao lado do Exército Nacional do Suriname contra o Comando da Selva. O grupo se sentiu traído pelo Acordo de Paz de Kourou de um acordo de cessar-fogo entre o Comando da Selva e o Exército Nacional, que deu aos quilombolas mais direitos, mas negligenciou os direitos indígenas. Os Tucayana afirmavam ser apoiados por todas as tribos.
Em 31 de agosto de 1989, um grupo de indígenas tomou posse da balsa perto de Jenny e se autodenominou Amazonas Tucayana. Eles inicialmente causaram confusão entre os não nativos porque pensaram que Tucayana era uma tribo. Os Tucayanas então tomaram as aldeias de Apoera, Washabo e Bigi Poika, onde estabeleceram sua sede. Os Tucayanas Amazonas eram liderados por Thomas Sabajo com seu irmão Hugo "Piko" Sabajo segundo em comando em Bernharddorp que também foi libertado.
Aparentemente, os amazonas Tucayana lutaram contra o exército, mas a captura das aldeias estratégicas não causou resposta. No dia 13 de outubro, a cidade de Moengo, reduto do Comando da Selva, foi atacada e 20 soldados foram mortos nos combates. Disputas internas aconteceram entre os irmãos Sabajo e, em 31 de janeiro de 1990, Thomas foi deposto como líder. Thomas, no entanto, foi transferido para o Exército Nacional, que rapidamente se mudou para recuperar o controle das aldeias. A Human Rights Watch e a Organização dos Estados Americanos afirmam que Tucayana sempre foi um exército por procuração do Exército Nacional, porque os militares não queriam quebrar os termos do Acordo de Paz de Kourou.
Após a queda das aldeias, Piko fugiu para a Guiana . Oito de seus apoiadores foram mortos perto de Matta. No início de fevereiro de 1990, os comandantes e líderes nativos divulgaram um comunicado em apoio a Thomas. Uma semana depois, Piko foi preso pela polícia na Guiana e levado de volta ao Suriname. Piko e três de seus apoiadores foram posteriormente presos no Forte Zeelandia. Em 19 de fevereiro de 1990, os homens foram posteriormente transferidos para Apoera, onde foram assassinados.
As Amazonas Tucayana continuaram como um grupo político, apoiando as eleições de 1991.  Em 8 de agosto de 1992, um tratado de paz foi assinado entre o Exército Nacional, o Comando da Selva e as Amazonas Tucayana. Em 1992, a Associação dos Chefes de Aldeias Indígenas do Suriname foi estabelecida para recuperar o controle tradicional nas aldeias e para atuar como um grupo de pressão política. 
Até o momento, os corpos das vítimas não foram encontrados e os incidentes não foram investigados. O grupo de ativistas Foolish Mothers of Suriname fala de 12 vítimas, mas a Anistia Internacional considera o número de vítimas como desconhecido.